# Martín Schusterman
Martín Schusterman (Ciudad de San Juan, 13 de septiembre de 1975) es un ex–jugador argentino de rugby que se desempeñaba como ala.

## Selección nacional
Fue convocado a los Pumas por primera vez en abril de 2003 para enfrentar a los Yacarés en la que fue la mayor victoria del conjunto argentino con un 144–0 y jugó su último partido en septiembre de 2007 contra los Lelos. En total disputó 18 partidos y marcó un try.

### Participaciones en Copas del Mundo
Participó de la Copa Mundial de Francia 2007 convirtiéndose así en el único sanjuanino en jugar el máximo torneo. Schusterman fue llevado como tercera línea tras la estrella Gonzalo Longo que llegó lesionado y Juan Fernández Lobbe, por lo que solo jugó los 20 minutos finales del partido ante Georgia, ingresando en cuenta de Leguizamón.
| Mundial                       | Sede    | Resultado     | PJ | Tries |
| ----------------------------- | ------- | ------------- | -- | ----- |
| Copa Mundial de Rugby de 2007 | Francia | Tercer puesto | 1  | 0     |

## Palmarés
- Campeón del Sudamericano de Rugby A de 2003 y 2006.
- Campeón del Torneo Nacional de Clubes de 2008.
- Campeón del Top 12 de la URBA de 1997, 1999, 2002, 2003 y 2010.